# Машинна етика
Машинна етика (або машинна мораль, обчислювальна мораль або обчислювальна етика) є частиною етики штучного інтелекту, яка стосується надання моральної поведінки машинам, що використовують штучний інтелект, інакше відомих як інтелектуальні агенти. Машинна етика відрізняється від інших етичних сфер, пов'язаних з технікою та технологіями. Машину етику не слід плутати з комп'ютерною етикою, що орієнтована на використання комп'ютера людьми. Її також слід відрізняти від філософії технології, яка стосується значних соціальних наслідків технології.

## Історія
До 21 століття машинна етика в основному була предметом науково-фантастичної літератури, головним чином через обмежені можливості обчислювальної техніки та штучного інтелекту. Хоча з тих пір визначення «машинної етики» значно еволюціонувало, сам термін був введений Мітчеллом Уолдропом у 1987 році у статті журналу AI Magazine, яка звалася «Питання відповідальності» :
"Позаяк, одне, що видно з наведеного вище обговорення, полягає в тому, що інтелектуальні машини будуть втілювати цінності, ідеї та цілі, незалежно від того, планують їх програмісти свідомо чи ні. Таким чином, коли комп'ютери та роботи стають дедалі більш інтелектуальними, надзвичайно важливо, щоб ми ретельно і чітко продумували, які ці вбудовані цінності. Можливо, нам і справді потрібна теорія і практика машинної етики, в дусі трьох законів робототехніки А.Азімова ".
У книзі На шляху до машинної етики, яка була представлена на семінарі AAAI з питань агентських організацій: теорія та практика у 2004 році, були викладені теоретичні основи машинної етики.
Питання про впровадження етичного виміру в автономних системах розглянули на симпозіумі AAAI з питань машинної етики восени 2005 року, де дослідники вперше зібрались. Різноманітні перспективи розвитку цього нового терміна можна знайти у зібраному виданні «Машинна етика», що надруковане із матеріалів симпозіуму AAAI восени 2005 року з машинної етики.
У 2007 р. у журналі AI Magazine була представлена стаття Машинна етика: створення етичного інтелектуального агента, в якій обговорювалося значення машинної етики, та необхідність в машинах, що чітко представляють етичні принципи, та проблеми, що стоять перед тими, хто працює над машинною етикою. Вона також продемонструвала, що машина, принаймні в обмеженій області, може абстрагувати етичний принцип від прикладів етичних суджень і використовувати цей принцип для управління власною поведінкою.
У 2009 р. видавництво Оксфордського університету опублікувало «Моральні машини», «Навчання роботів прямо з помилки», яку рекламували як «першу книгу, що вивчає проблему побудови штучних моральних агентів, глибоко досліджуючи природу прийняття рішень та етики людини». Тут процитовано більш як 450 джерел, близько 100 з яких стосувалися основних питань машинної етики.
У 2011 р. видавництво Кембриджського університету опублікувало збірник нарисів про машину етику під редакцією Майкла та Сьюзен Лі Андерсон, які також відредагували спеціальний випуск IEEE Intelligent Systems на цю тему в 2006 р. Збірка складається з питань, пов'язаних з проблемами додавання етичних принципів машинам.
У 2014 році Управління морських досліджень США оголосило, що протягом п'яти років розподілить 7,5 мільйона доларів грантів університетським дослідникам для вивчення питань машинної етики автономних роботів. Книга Ніка Бострома Суперінтелект: Шляхи, Небезпеки, Стратегії, в якій він розглянув етику машин як «найважливішу … проблему, з якою коли-небудь стикалося людство», досягла 17 місця у списку найбільш продаваних наукових книг у переліку «Нью-Йорк Таймс».
У 2016 році Європейський парламент опублікував документ (22-сторінковий PDF), щоб заохотити Комісію зайнятися питанням правового статусу роботів. Цей документ включав розділи, що стосуються юридичних зобов'язань роботів, за якими відповідальність встановлювалася пропорційно рівню автономності роботів. Документ також ставить під сумнів кількість робочих місць, які можуть бути замінені роботами зі ШІ.

## Визначення
Джеймс Х. Мур, один з теоретиків-новаторів у галузі комп'ютерної етики, визначає чотири типи етичних роботів. Як потужний дослідник вивчення філософії штучного інтелекту, філософії розуму, філософії науки та логіки, Мур визначає машини як агенти етичного впливу, неявні етичні агенти, явні етичні агенти або повністю етичні агенти. Машина може бути кількома агентами.
- Етичні агенти впливу: це машинні системи, які здійснюють або не здійснюють етичний вплив за призначенням. У той же час ці агенти можуть діяти неетично. Мур наводить гіпотетичний приклад, який називається «агент Гудмана», названий на честь філософа Нельсона Гудмана. Агент Гудмана порівнює дати, але має помилку тисячоліття. Ця помилка виникла через програмістів, які представляли дати лише з двома останніми цифрами року. Тож будь-які дати після 2000 року будуть вважатися більш ранніми ніж ті, що були наприкінці ХХ століття. Таким чином, агент Гудмана був етичним агентом впливу до 2000 року, а неетичним агентом впливу після цього.
- Неявні етичні агенти: Для розгляду людської безпеки, ці агенти запрограмовані бути відмовостійкими, або мають вбудовану доброчесність. Вони мають не цілком етичний характер, а скоріше запрограмовані на уникнення неетичних результатів.
- Явні етичні агенти: це машини, які здатні обробляти сценарії та діяти за етичними рішеннями. Машини, які мають алгоритми етичної поведінки.
- Повноцінні етичні агенти: ці машини подібні до явних етичних агентів, оскільки вони можуть приймати етичні рішення. Однак вони також містять метафізичні особливості людини (тобто мають свободу волі, свідомість та навмисність).

(Див. Моральна відповідальність штучних систем.)

## Основні напрямки машинної етики

### Проблема управління ШІ
Деякі вчені, такі як філософ Нік Бостром та дослідник ШІ Стюарт Рассел, стверджують, що якщо ШІ перевершить людство в загальному інтелекті і стане " надінтелектуальним ", тоді цей новий суперінтелект може стати надто потужним та некерованим: подібно до того, як залежить доля гірської горили від людської доброзичливості, так, можливо, доля людства залежатиме від дій майбутнього машинного суперінтелекту. У своїх відповідних книгах " Суперінтелект " і "Сумісність з людьми " обидва вчені стверджують, що, хоча існує велика невизначеність щодо майбутнього ШІ, ризик для людства є досить високим, щоб розпочати діяти вже в даний час.
Це і представляє проблему управління ШІ: як створити інтелектуального агента, який допоможе його творцям, уникаючи разом з тим ненавмисної побудови суперінтелекту, що матиме змогу зашкодити його творцям. Небезпека неправильного проектування контролю «з першого разу» полягає в тому, що суперінтелект зможе захопити владу над своїм оточенням і перешкодити людям вимкнути його. Можливі стратегії управління ШІ включають «контроль здібностей» (обмеження здатності ШІ впливати на світ) та «мотиваційний контроль» (побудова ШІ, цілі якого узгоджуються з людськими цінностями). Існує ряд організацій, які досліджують проблему управління ШІ, зокрема Інститут майбутнього людства, Інститут досліджень машинного інтелекту, Центр сумісного з людьми штучного інтелекту та Інститут майбутнього життя.

### Алгоритми та навчання
Обговорювались парадигми ШІ, особливо щодо їх ефективності та упередженості. Нік Бостром та Еліезер Юдковський надають аргументи щодо дерев ухвалення рішень (таких як ID3) через нейронні мережі та генетичні алгоритми на тій підставі, що дерева рішень підкоряються сучасним соціальним нормам прозорості та передбачуваності (наприклад, судовий прецедент). На противагу цьому Кріс Сантос-Ланг аргументував свою підтримку нейронних мереж та генетичних алгоритмів на тій підставі, що нормам будь-якого віку необхідно дозволити змінюватися, і що природна нездатність повністю задовольнити ці конкретні норми має важливе значення для того, щоб зробити людей менш вразливими, ніж машини до злочинних «хакерів».
У 2009 році в експерименті в Лабораторії інтелектуальних систем в Політехнічному університеті Ecole в Лозанні, Швейцарія, роботам зі ШІ було запрограмовано співпрацю між собою та завданням пошуку корисного ресурсу, уникаючи отруйних ресурсів. Під час експерименту роботи були згруповані в клани, а цифровий генетичний код успішних членів був використаний для наступного покоління, типу алгоритму, відомого як генетичний алгоритм. Після 50 послідовних поколінь у ШІ члени одного клану виявили, як відрізнити корисний ресурс від отруйного. Потім роботи навчились брехати один одному, намагаючись накопичити корисний ресурс на відміну від інших роботів. У тому ж експерименті ті самі роботи ШІ також навчились поводитися безкорисливо і сигналізували про небезпеку для інших роботів, а також рятуванню інших роботів ціною власної загибелі. Наслідки цього експерименту були оскаржені дослідниками машинними етики. В експерименті Ecole Polytechnique Fédérale цілі роботів були запрограмовані на «кінцеві». На відміну від людських мотивів які, як правило, вимагають нескінченного навчання.

### Автономні системи озброєння
У 2009 році науковці та технічні експерти відвідали конференцію, на якій обговорили потенційний вплив роботів та комп'ютерів та вплив гіпотетичної можливості того, що вони можуть стати самодостатніми та здатними приймати власні рішення. Вони обговорили можливість та ступінь, в якій комп'ютери та роботи можуть отримати будь-який рівень автономності, і наскільки вони можуть використовувати такі здібності, щоб представляти будь-яку загрозу чи небезпеку для людства. Експерти відзначили, що деякі машини отримали різні форми напівавтономії, включаючи можливість самостійно знаходити джерела живлення та можливість самостійно вибирати цілі для збройної атаки. Також зазначили, що деякі комп'ютерні віруси можуть ухилитися від ліквідації та досягли «інтелекту тарганів». Та зауважили, що самосвідомість, як у науковій фантастиці, мабуть, малоймовірна, але існують інші потенційні небезпеки та підводні камені.
Деякі експерти та науковці ставлять під сумнів використання роботів для військового бою, особливо коли таким роботам надається певна ступінь автономних функцій. Військово-морські сили США профінансували звіт, який вказує, що в міру ускладнення військових роботів слід приділяти більше уваги наслідкам їх здатності приймати самостійні рішення. Президент Асоціації сприяння розвитку штучного інтелекту доручив провести дослідження, щоб, більш детально розглянути це питання. Вони вказують на такі програми, як пристрій для вивчення мови, який може імітувати людську взаємодію.

### Інтеграція штучного загального інтелекту з суспільством
Проведена попередня робота над методами інтеграції штучного загального інтелекту (повноцінних етичних агентів) з існуючими правовими та соціальними нормами. Підходи були зосереджені на врахуванні їх юридичного становища та прав.

### Упередження машинного навчання
Масиви даних (так звані Big data) та алгоритми машинного навчання стали популярними серед багатьох галузей, включаючи Інтернет-рекламу, кредитні рейтинги та навіть кримінальні вироки, з обіцянкою забезпечити більш об'єктивні результати, керування даними, але разом з тим визначені потенційним джерелом для продовження соціальної нерівності та дискримінації. Дослідження 2015 року показало, що жінкам рідше показуватимуть оголошення про роботу з високим рівнем доходу за допомогою Google AdSense. Інше дослідження показало, що служба доставки Amazon того ж дня була навмисно недоступна в чорних кварталах. І Google, і Amazon не змогли об'єднати ці випадки в одне питання, але натомість пояснили, що результати були наслідками алгоритмів чорного ящика, які вони використовували.
Судова система США почала використовувати програмне забезпечення кількісної оцінки ризику під час прийняття рішень, пов'язаних із звільненням людей під заставу та призначенням покарання, намагаючись бути більш справедливим та зменшити і без того високий рівень ув'язнень. Ці інструменти аналізують кримінальну історію обвинуваченого та інші ознаки. У дослідженні 7000 осіб, заарештованих у окрузі Брауард, штат Флорида, лише 20 % осіб, яким прогнозувалося вчинення злочину, використовуючи систему оцінки ризику в окрузі, вчинили його. У звіті ProPublica за 2016 р. було проаналізовано оцінки ризику рецидиву, розраховані за допомогою одного з найбільш часто використовуваних інструментів — системи Northpointe COMPAS, та розглянуто результати за два роки. Звіт виявив, що лише 61 % з тих, кого вважають особами з високим ризиком, здійснили додаткові злочини протягом вказаного періоду. У звіті також зазначається, що афроамериканським підсудним набагато частіше виставляли оцінки високого ризику порівняно з білими підсудними.
У 2016 році Робоча група адміністрації Обами — наглядач за різними регуляторними рамками щодо Big data — випустила звіти, в яких аргументується «потенціал кодування дискримінації в автоматизованих рішеннях» і закликає до «рівних можливостей за проектом» для таких додатків, як кредит рейтинг. Звіти заохочують дискусії серед політиків, громадян та науковців, але визнають, що вони не мають потенційного рішення для кодування упередженості та дискримінації в алгоритмічні системи

## Етичні рамки та практики
У березні 2018 року, намагаючись вирішити зростаючі занепокоєння щодо впливу машинного навчання на права людини, Світовий економічний форум та Рада з прав людини Глобального майбутнього опублікували довідку [Архівовано 23 січня 2021 у Wayback Machine.] з докладними рекомендаціями щодо того, як найкраще запобігти дискримінаційним результатам машинного навчання. Світовий економічний форум розробив чотири рекомендації, засновані на Керівних принципах прав людини ООН, щоб допомогти вирішити та запобігти дискримінаційним результатам машинного навчання.
Рекомендації Світового економічного форуму такі:
1. Активна інклюзія: розробники та дизайнери додатків для машинного навчання повинні активно шукати різноманітні вхідні дані, особливо норми та цінності конкретних груп населення, на які впливає вихід систем ШІ.
2. Чесність: Люди, які беруть участь у концептуалізації, розробці та впровадженні систем машинного навчання, повинні розглянути, яке визначення справедливості найкраще стосується їх контексту та застосування, і визначити його пріоритетом в архітектурі системи машинного навчання та в показниках її оцінки.
3. Право на розуміння: Залучення систем машинного навчання до процесу прийняття рішень, що стосується індивідуальних прав, повинно розкриватися, а системи повинні мати можливість надавати пояснення щодо прийняття ними рішень, які є зрозумілими для кінцевих користувачів та перевіряються компетентним органом влади. Там, де це неможливо і ставляться на карту права, керівники у розробці, впровадженні та регулюванні технологій машинного навчання повинні поставити під сумнів, чи слід їх використовувати чи ні
4. Доступ до компенсації: Керівники, дизайнери та розробники систем машинного навчання несуть відповідальність за виявлення потенційних негативних наслідків їхніх прав на права людини. Вони повинні зробити осяжними способи відшкодування для тих, хто постраждав від неоднакових наслідків, і встановити процеси для своєчасного відшкодування будь-яких дискримінаційних результатів.

У січні 2020 року Центр Інтернету та суспільства Беркмана Клейна Гарвардського університету опублікував мета-дослідження з 36 відомих наборів принципів для ШІ, визначивши вісім ключових тем: приватність, підзвітність, безпека та охорона, прозорість та пояснюваність, справедливість та недискримінація, людський контроль над технологіями, професійна відповідальність та просування людських цінностей. Подібне мета-дослідження було проведене дослідниками Швейцарського федерального технологічного інституту в Цюріху в 2019 році.

### Підходи
Було зроблено кілька спроб зробити етику обчислюваною або, принаймні, формальною. Тоді як Три закони робототехніки Айзека Азімова, як правило, не вважаються придатними для штучного морального агента, було вивчено, чи можна використовувати категоричний імператив Канта. Однак було зазначено, що цінність людини в деяких аспектах дуже складна. Явним шляхом подолання цього ускладнення є отримання людських цінностей безпосередньо від людей за допомогою якогось механізму, наприклад шляхом їх вивчення. Інший підхід полягає в тому, щоб поточні етичні міркування базувалися на попередніх подібних ситуаціях. Це називається казуїстикою, і вона може бути реалізована шляхом досліджень в Інтернеті. Консенсус з мільйона минулих рішень призведе до нового рішення, яке залежить від демократії. Однак, разом з тим, це може призвести до рішень, що відображають упередження та неетичну поведінку, які проявляються у суспільстві. Негативні наслідки цього підходу можна побачити в Tay (бот) Microsoft, де балакун навчився повторювати расистські та сексуально заряджені повідомлення, надіслані користувачами Twitter.
В одному з експериментів, що пропонується читачу, мислення фокусується на Джині Големі з необмеженими можливостями. Цей Джин заявляє, що він повернеться через 50 років, і вимагає, щоб він отримав певний набір моралі, на основі якого він потім діятиме. Мета цього експерименту — розпочати дискусію про те, як найкраще впоратись із визначенням повного набору етики, яку можуть зрозуміти комп'ютери.

## У художній літературі
У науковій фантастиці фільми та романи давно розглядали проблеми існування розуму в роботах та машинах.
У фільмі Чаппі (2015) Ніла Бломкампа показано можливий сценарій перенесення своєї свідомісті у комп'ютер. Фільм Ex Machina (2014) Алекса Гарланда зображує андроїда зі штучним інтелектом, який пройшов варіацію тесту Тьюрінга — тесту, який проводили на машині, щоб побачити, чи можна її поведінку відрізнити від поведінки людини. Такі роботи, як Terminator (1984) та The Matrix (1999), включають концепцію машин, що вмикають своїх людських господарів (див. Штучний інтелект).
Айзек Азімов розглядав цю проблему в 1950-х роках у збірці науково-фантастичних оповідань Я, робот. За наполяганням свого редактора Джона Кемпбелла-молодшого він запропонував Три закони робототехніки для управління штучними інтелектуальними системами. Потім велика частина його роботи була проведена, перевіряючи межі трьох його законів, щоб побачити, де вони будуть порушені або де вони створять парадоксальну або непередбачувану поведінку. Його робота свідчить про те, що жоден набір фіксованих законів не може в достатній мірі передбачити всі можливі обставини. У романі Філіпа К. Діка « Чи мріють андроїди про електричних овець»? (1968), він досліджує, що означає бути людиною. У своєму постапокаліптичному сценарії він сумнівався, чи емпатія є цілком людською характеристикою. Його історія стала основою для науково-фантастичного фільму «Той, хто біжить по лезу» (1982).

## Пов'язані поняття
- Ефективні обчислення
- Формальна етика[47]
- Біоетика
- Обчислювальна теорія розуму
- Комп'ютерна етика
- Етика штучного інтелекту
- Моральна психологія
- Філософія штучного інтелекту
- Філософія розуму